# Serra del Bisbe
La Serra del Bisbe és una serra situada al municipi de Balaguer a la comarca de la Noguera, amb una elevació màxima de 279 metres.